# NimbleX
NimbleX este o distribuție versatilă de Linux, fabricată în România care rulează direct de pe CD, USB sau chiar și LAN. Partea cea mai atractivă a sa este faptul că, deși este mic, NimbleX-ul are o interfață grafică puternică și frumoasă. Conține peste 1000 de programe incorporate pentru navigarea pe Internet, editarea de documente, ascultarea muzicii, rularea filmelor și multe altele.
NimbleX este bazat pe Slackware. Ca interfață grafică folosește o versiune redusă și optimizată de KDE, făcând ca aceasta distribuție să fie cea mai rapidă rulare de KDE.
Cele mai importante caracteristici ale acestui sistem de operare sunt:
- Pachet de instalare personalizat - se poate face de pe pagina de web  Arhivat în 13 septembrie 2008, la Wayback Machine.
- Spațiu redus de 200 MB făcand ca acest sistem de operare să fie foarte util pentru computere cu memorie Flash cum este EEE PC.

Fondatorul lui NimbleX este Bogdan Rădulescu. Ultima versiune, NimbleX 2010 Beta, din 30 aprilie 2010. 